# Havant (borough)
Havant – dystrykt w hrabstwie Hampshire w Anglii. W 2011 roku dystrykt liczył 120 684 mieszkańców.

## Miasta
- Emsworth
- Havant
- Waterlooville

## Inne miejscowości
Bedhampton, Cowplain, Ferry Point, Hart Plain, Northney, Purbrook, Stoke.